# 线阿南鱼
线阿南鱼（学名：Anampses diadematus）为隆头鱼科阿南鱼属的鱼类。分布于红海、印度洋非洲东岸至太平洋中部、北至日本、台湾岛以及南海诸岛等，常生活于礁盘外侧。